# Maricotinha (álbum)
Maricotinha é o vigésimo terceiro álbum de estúdio da cantora brasileira Maria Bethânia, lançado em 13 de novembro de 2001 pela BMG. O disco vendeu mais de 100 mil cópias e rendeu a Bethânia mais um disco de Ouro. 

## Faixas
| N.º | Título                                                            | Música                                    | Duração |  |
| 1.  | "Dona do Dom"                                                     | Chico César                               | 2:55    |  |
| 2.  | "A Moça do Sonho"                                                 | Chico Buarque / Edu Lobo                  | 0:45    |  |
| 3.  | "Primavera"                                                       | Carlos Lyra / Vinicius de Moraes          | 4:32    |  |
| 4.  | "O Canto de Dona Sinhá (Toda Beleza Que Há)" (com Caetano Veloso) | Vanessa da Mata                           | 1:56    |  |
| 5.  | "Quando Você Não Está Aqui"                                       | Herbert Viana / Paulo Sergio Valle        | 3:10    |  |
| 6.  | "Nem Sol, Nem Lua, Nem Eu"                                        | Lenine / Dudu Falcão                      | 2:39    |  |
| 7.  | "Antes Que Amanheça"                                              | Chico César / Carlos Rennó                | 4:01    |  |
| 8.  | "Água e Pão (Bahia)"                                              | Pedro Guerra / Vrs. Nelson Motta          | 3:11    |  |
| 9.  | "Se Eu Morresse de Saudade"                                       | Gilberto Gil                              | 2:46    |  |
| 10. | "Depois de Ter Você"                                              | Adriana Calcanhoto                        | 3:54    |  |
| 11. | "Juntar o Que Sentir"                                             | Renato Teixeira                           | 3:34    |  |
| 12. | "Noite de Estrelas"                                               | Roberto Mendes / Ana Basbaum              | 1:48    |  |
| 13. | "Pra Rua Me Levar"                                                | Ana Carolina (cantora) / Totonho Villeroy | 2:41    |  |
| 14. | "Maricotinha"                                                     | Dorival Caymmi                            | 2:37    |  |